# Goethe-instituttet
Goethe-Instituttet er Forbundsrepublikken Tysklands kulturinstitut i udlandet. Hovedsædet er i München. Der er afdelinger 13 tyske byer og 134 afdelinger i 82 lande.
Instituttets formål er at fremme viden om tysk sprog og kultur og den formidler et omfattende tysklandsbillede ved hjælp af information om det kulturelle, samfundsmæssige og politiske liv i Tyskland. 
Grundlaget for instituttets arbejde er et åbent tysk samfund og en levende tysk kultur.
Instituttet har fået sit navn efter den tyske digter Johann Wolfgang von Goethe. I Indien hedder de fleste afdelinger "Max Müller Bhavan", opkaldt efter den kendte tyske Indolog Max Müller.

## Organisation
Det retslige grundlag for Goethe-Institut er vedtægterne fra den 21. september 2000, hvor der blev vedtaget på medlemsforsamlingen at vælge præsidium og bestyrelse. Medlemmerne er repræsentanter fra Tysklands regering, Bundestagmedlemmer, delstatsregeringerne og personer fra kulturlivet. Præsidiet består af præsidenten, seks medlemmer valgt af medlemsforsamlingen, to repræsentanter henholdsvis fra det tyske udenrigs og finansministerium og tre medlemmer valgt af de ansatte.

## Historie
Goethe-Institut blev 1951 efterfølger af det i 1925 grundlagte "Deutschen Akademie". Oprindelig var det akademiets hovedopgave at uddanne udenlandske tysklærere i Tyskland. 1953 begyndte de første sprogkurser, og samme år overtog Goethe-Institut opgaven at fremme tysk som fremmedsprog. 1959–1960 blev alle tyske statslige kulturinstitutioner uden for Tyskland en del af Goethe-Institut.
I begyndelsen af 1970erne i sammenhæng med kulturarbejdet i den tyske udenrigspolitik under Willy Brandt fik Goethe-Institut en endnu større betydning. 1976 blev der underskrevet en grundtraktat med det tyske udenrigsministerium. 1980 blev der besluttet at man skulle tage mere hensyn til de større tyske byer og til de tyske universiter. 
Efter Jerntæppets fald i 1989 udvidede Goethe-Institut sine aktiviteter i Østeuropa med grundlæggelse af mange nye afdelinger. I 2004 åbnede instituttet et informationscentrum i Pyongyang, Nordkorea.

## Danmark
I København er Goethe-Institut Dänemark ansvarlig for hele landet inklusive Færøerne og Grønland.
- Goethe-Institut Tokyo
- Goethe-Institut Buenos Aires
- Goethe-Institut New York
- Goethe-Institut Dublin